# Komňa
Komňa település Csehországban, a Uherské Hradiště-i járásban. Komňa Vápenice, Nezdenice, Záhorovice, Lopeník, Bojkovice és Bystřice pod Lopeníkem településekkel határos. Lakosainak száma 535 fő (2024. január 1.).

## Népesség
A település lakosságának változását az alábbi diagram mutatja:
| Lakosok száma | 998  | 1242 | 1186 | 822  | 643  | 540  | 571  | 562  | 521  | 535  |
|               | 1869 | 1900 | 1921 | 1961 | 1980 | 2011 | 2016 | 2019 | 2021 | 2024 |